# Pangonius
Pangonius là một chi ruồi trong họ Ruồi trâu (Tabanidae). Danh pháp của chúng đôi khi bị viết sai thành Pangonia; do Latreille ban đầu công bố tên là Pangonius vào năm 1802, đến năm 1804 lại đặt thành Pangonia; nhưng việc đặt lại này không có giá trị theo Quy ước quốc tế về danh pháp động vật học (International Code of Zoological Nomenclature - ICZN).
Các loài ruồi trâu trong chi Pangonius được tìm thấy ở Ethiopia, thường được gọi với tên bản địa là "zimb".
Một số loài trước đó được xếp vào chi này, đã được chuyển thuộc chi Philoliche.

## Các loài
Các loài được ghi nhận trong chi này bao gồm:
- Pangonius affinis (Loew, 1859)
- Pangonius alluaudi Seguy, 1930
- Pangonius apertus (Loew, 1859)
- Pangonius argentatus (Szilady, 1923)
- Pangonius brancoi Travassos Santos Dias, 1984
- Pangonius brevicornis (Krober, 1921)
- Pangonius dimidiatus (Loew, 1859)
- Pangonius escalarae (Strobl, 1906)
- Pangonius fasciatus (Latreille, 1811)
- Pangonius ferrugineus (Meigen, 1804)
- Pangonius flavocinctus (Szilady, 1923)
- Pangonius florae Leclercq & Maldes, 1987
- Pangonius fulvipes (Loew, 1859)
- Pangonius fumidus (Loew, 1859)
- Pangonius funebris (Macquart, 1846)
- Pangonius granatensis (Strobl, 1906)
- Pangonius griseipennis (Loew, 1859)
- Pangonius hassani (Leclercq, 1968)
- Pangonius haustellatus (Fabricius, 1781)
- Pangonius hermanni (Krober, 1921)
- Pangonius kraussei Surcouf, 1921
- Pangonius lucidus (Szilady, 1923)
- Pangonius mauritanus (Linnaeus, 1767)
- Pangonius micans (Meigen, 1820)
- Pangonius obscuratus (Loew, 1859)
- Pangonius pictus (Macquart, 1834)
- Pangonius powelli (Seguy, 1930)
- Pangonius pyritosus (Loew, 1859)
- Pangonius raclinae Leclercq, 1960
- Pangonius rhynchocephalus (Krober, 1921)
- Pangonius seitzianus (Enderlein, 1931)
- Pangonius sinensis (Enderlein, 1932)
- Pangonius sobradieli (Seguy, 1934)
- Pangonius striatus (Szilady, 1923)
- Pangonius variegatus (Fabricius, 1805)
- Pangonius villosus (Szilady, 1923)
- Pangonius vittipennis (Krober, 1921)

Loài được chuyển đi
- Pangonius longirostris, chuyển thành Philoliche longirostris